# PyQt
PyQt는 파이썬 플러그인으로 구현된 크로스 플랫폼 GUI 툴킷 Qt의 파이썬 바인딩이다. PyQt는 영국 회사 리버뱅크 컴퓨팅이 개발한 소프트웨어로서 자유 소프트웨어 혹은 상용 소프트웨어라는 두개의 라이선스를 가진다. 4.5 미만의 Qt 버전과 비슷한 라이선스를 따른다. 즉, GNU 일반 공중 사용 허가서(GPL)과 상용 라이선스를 포함한 다양한 라이선스를 의미하지만 GNU 약소 일반 공중 사용 허가서(LGPL)은 아니다. PyQt는 마이크로소프트 윈도우, 그리고 다양한 유닉스 파생판(리눅스, macOS 포함)을 지원한다.

## 같이 보기
- PyGTK
- PySide
- WxPython
- Kivy
- Tkinter